# Казаниці
Казаниці (пол. Kazanice, нім. Kazanitz) — село в Польщі, у гміні Любава Ілавського повіту Вармінсько-Мазурського воєводства.
Населення — 718 осіб (2011).
У 1975-1998 роках село належало до Ольштинського воєводства.

## Демографія
Демографічна структура станом на 31 березня 2011 року:
|          | Загалом | Допрацездатний вік | Працездатний вік | Постпрацездатний вік |
| -------- | ------- | ------------------ | ---------------- | -------------------- |
| Чоловіки | 347     | 95                 | 215              | 37                   |
| Жінки    | 371     | 91                 | 199              | 81                   |
| Разом    | 718     | 186                | 414              | 118                  |